# کوارتز گل صورتی
کوارتز گل صورتی  (به انگلیسی: Quartz_rose) با فرمول شیمیایی SiO2 از مجموعه کانی هاست و لومینسانس بنفش کامل دارد ار واژه رز اخذ شده‌است و اولین بار در برزیل کشف شده‌است محلول در HNO۳ و مقدار Mg تحت تأثیر اسیدها کم می‌شود. MgO:۲۳٫۴۱٪  FeO:۴۱٫۷۱٪  SiO۲:۳۴٫۸۸٪  (خالص ۱/۱:Mg / Fe) (سری ایزومورف فورستریت تافایالیت) برای اولین بار در برزیل کشف شد و از نظر شکل بلور: منشوری - بی پیرامیدال - پسودوکوبیک، رنگ: صورتی تیره تا صورتی روشن، شفافیت: شفاف - نیمه کدر، شکستگی: صدفی - تراشه ای(خشن)، جلا: شیشه ای، رخ: ناقص - مطابق با سطح، سیستم تبلور: هگزاگونال تا دمای ۵۷۳ درجه و در رده‌بندی اکسید است همچنین خاصیت مغناطیسی ندارد و منشأ تشکیل آن پگماتیت است.
همایند کانی‌شناسی (پارانژ) آن سختی - چگالی - رخ پذیری - انحلالدر اسیدها - واکنش‌های شیمیایی -اشعه Xآپاتیت - پولوسیت - بریل - توپاز -فناکیت- لپیدولیت- بریل- تورمالین است
، از نظر ژیزمان بلوری - آگرگات دانه‌ای - توده‌ای کمیاب است و بیشتر در آلمان غربی، چک اسلواکی، فنلاند، روسیه، آمریکا، برزیل، ماداگاسکار، نامبیا، آفریقای جنوبی و ژاپن یافت می‌شود.

## منبع
- پردیس کشاورزی ایران